# Spectroscopie à longue fente

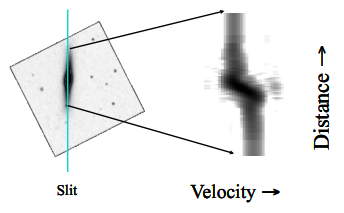
L’observation à travers une longue fente permet de produire simultanément des spectres de toutes les parties des objets qui tombent sur la fente. Lors de l’observation des raies spectrales, différents décalages Doppler peuvent être observés pour une raie spectrale donnée, conduisant à des profils de vitesse de l’objet le long de la fente.

La spectroscopie à longue fente est l'une des techniques de la spectroscopie astronomique, dans les domaines ultraviolet, visible et infrarouge. Elle s'appuie sur l'observation des objets célestes à l'aide d’un spectrographe dont l'ouverture est une fente allongée et étroite.
Elle permet d'obtenir en même temps une information spectrale et une information spectrale sur l'objet étudié.

## Principe
La fente d'entrée du spectrographe est placée au foyer image du télescope, et au foyer objet d'un collimateur qui restitue un faisceau parallèle. Ce faisceau est ensuite dispersé au moyen d'un prisme, d'un réseau de diffraction ou d'un grisme. Ceci consiste à défléchir (réfracter ou diffracter) les rayons lumineux dans des directions différentes qui dépendent de leur longueur d'onde. Ce spectre (en faisceau parallèle) est finalement focalisé sur un récepteur, généralement un CCD.
Les caractéristiques essentielles d'un spectrographe sont sa dispersion, mesurée en Å/mm et sa résolution spectrale (nombre sans dimension). D'autres caractéristiques décrivent son champ de vue, c'est-à-dire la longueur de la fente en minutes d'arc, son efficacité, c'est-à-dire la fraction des photons incidents qui sont finalement détectés, et sa stabilité (résistance aux flexions mécaniques et contraintes thermiques). Les spectrographes les plus performants sont de type catadioptrique, c'est-à-dire conçus avec des miroirs plutôt que des lentilles.
La fente d'entrée tient une double fonction. D'une part elle détermine la résolution spectrale: la largeur de l'image d'une raie spectrale infiniment fine résulte principalement de la convolution entre la résolution intrinsèque de l'élément dispersif et de la fonction de fente. Si la fente est très large, c'est son ouverture qui commande la résolution spectrale et lorsqu'elle est très étroite la résolution est limitée par les caractéristiques intrinsèques du spectrographe. L'autre fonction de la fente est d'isoler la région du ciel à observer. En supprimant la fente on obtiendrait un spectrographe sans fente, tel que le prisme objectif. Les spectrographe sans fente sont utilisés à très faible dispersion afin de restreindre la confusion, c'est-à-dire la superposition des spectres issus de divers objets du champ. 
Le spectre, ou spectrogramme, produit par le spectrographe à fente longue est une image à deux dimensions. Une dimension, dans le sens de la dispersion est dite spectrale, l'autre dimension, parallèle à la fente est dite spatiale. Pour un spectre stellaire (spectre d'une étoile), la dimension spatiale ne contient pas d'information, elle est parfois utilisée pour étaler le spectre dans le but de faciliter son analyse. Pour un objet céleste étendu, tel une nébuleuse ou un galaxie, la dimension spatiale échantillonne l'objet suivant un axe, et permet d'obtenir un profil cinématique, chimique, ou d'autre propriété physique, tel le degré d'ionisation.
Les spectro-imageurs offrent généralement un mode fente longue (par exemple le spectrographe FORS du très grand télescope de l'ESO). L'instrument STIS (en) du HST, à côté de ses modes sans-fente (prisme objectif) et échelle, a un mode longue fente

## Exemples d'applications

### Profils de vitesse d'une galaxie

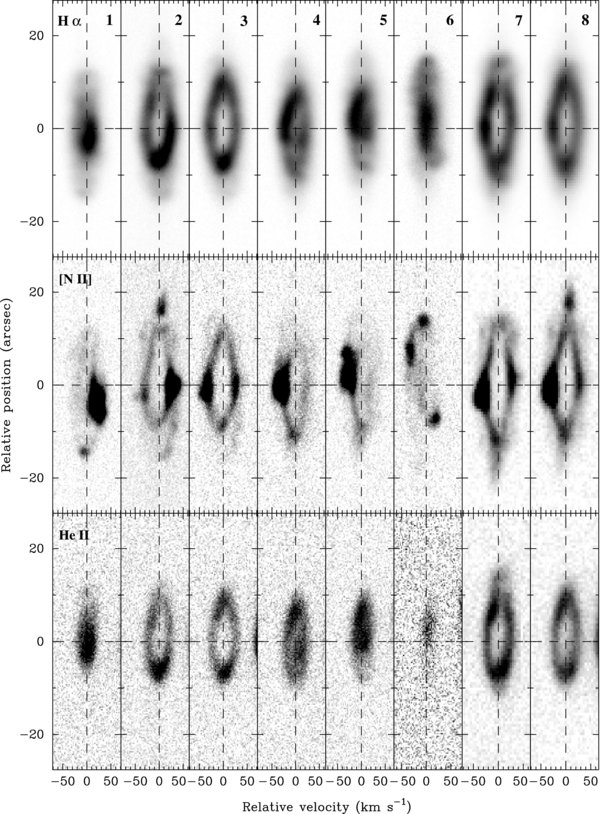
Profils de vitesse typiques de plusieurs nébuleuses observées à l’aide de la spectroscopie à longue fente.

Cette technique peut être utilisée pour observer la courbe de rotation d’une galaxie. À cause de cette rotation, les étoiles et le gaz situés de part et d'autre du centre de la galaxie, le long d'un axe perpendiculaire à l'axe de rotation, se déplacent à des vitesses différentes par rapport à l'observateur. Le centre quant à lui se déplace à une vitesse intermédiaire qui reflète l'éloignement ou le rapprochement global de la galaxie. Ces différences de vitesses sont perceptibles dans un spectre grâce à l'effet Doppler Fizeau. Le spectre est en effet décalé, vers le rouge ou vers le bleu, suivant que la vitesse est positive (éloignement) ou négative (rapprochement).
Si la fente du spectrographe est alignée perpendiculairement à l'axe de rotation de la galaxie et passe par son centre, le décalage pourra être mesuré et converti en vitesse radiale relative au centre de la galaxie, c'est-à-dire en un profil de vitesse. Si de plus l'orientation spatiale de la galaxie, c'est-à-dire l'inclinaison de son axe de rotation par rapport à la ligne de visée, est connu, il sera possible de déprojeter ce profil pour en déduire une courbe de rotation.

### Expansion d'une nébuleuse planétaire
La spectroscopie à fente longue peut également être utilisée pour observer l’expansion de nébuleuses optiquement minces. Lorsque la fente spectrographique s’étend sur le diamètre d’une nébuleuse, les raies du profil de vitesse se rejoignent sur les bords. Au milieu de la nébuleuse, la raie se divise en deux, puisqu’une composante est décalée vers le rouge et l’autre vers le bleu. La composante décalée vers le bleu apparaîtra plus brillante car elle se trouve sur la « face proche » de la nébuleuse, et est donc sujette à une atténuation plus faible que la lumière provenant de la « face cachée » de la nébuleuse. Les bords effilés du profil de vitesse proviennent du fait que la matière au bord de la nébuleuse se déplace perpendiculairement à la ligne de visée et donc sa vitesse relative le long de la ligne de visée sera nulle par rapport au reste de la nébuleuse.

## Spectrographe Boller et Chivens
Construit par la société étatsunienne Boller et Chivens (B&C), le model 31523 est une famille de spectrographes qui ont équipé de nombreux observatoires. C'est un modèle un concept optique de type Cassegrain, qui dans les années 1970 a été mis en service pour une utilisation avec des plaques photographiques. Ces spectrographes ont ensuite été transformés pour s'adapter aux nouvelles technologies, comme en particulier l'utilisation de détecteurs CCD. Les B&C équipaient en autres les téléscopes de 1,52 m, de 2,2 m et de 3,6 m de l'ESO, ou le 2,2 m de l'observatoire de Calar-Alto.